# سلعنة

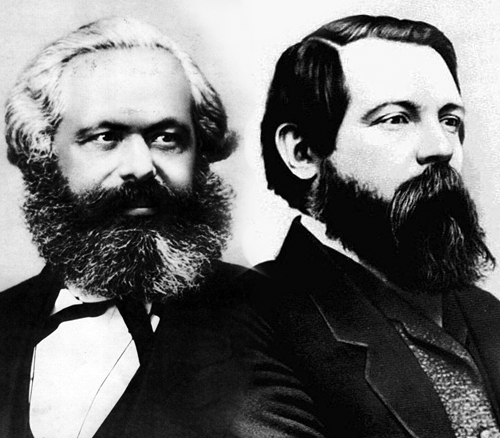

السلعنة (commodification) هي عملية تحويل بضائع أو خدمات أو أفكار، أو أي نوع آخر لا يعتبر من أنواع البضائع، إلى سلعة تباع وتشترى. ومن الجدير بالذكر أن هناك اختلاف بين مفهوم الماركسية وبين ما تحدده نظريات الأعمال المتداولة الآن. فالتسليع (commodization) عند ماركس هو تحويل الخاص إلى العام. أما السلعنة (commodifiction) فهو تحويل مكون لا يمكن بيعه إلى مكون يشترى ويباع. لذلك، يعتبر ماركس «السلعة» هي النواة الاساسية التي تكون الرأسمالية ونقطة بداية ضرورية لتحليل نظم سياسات الاقتصاد.
واستعمل مصطلح «السلعنة» باللغة الانكليزية عام 1975 وشاع استعماله مع نشوء وانتشار علم السميوطيقا.

## بالمفهوم الماركسي
يتم سلعنة البشر بسياقات معينة مثل الهندسة الوراثية، الهندسة الاجتماعية، الاستنساخ، تحسين النسل، الداروينية الاجتماعية، الفاشية، التسويق الجماعي، والتوظيف. واقصى تطرف للسلعنة البشرية هي العبودية والتي تجعل ما الفرد نفسه سلعة يباع ويشترى. وعلى نفس المعيار، فسلعنة الحيوان هو تحويله إلى مادة استهلاكية للغذاء أو للكساء أو للترفيه أو للتجارب.

## بالمفهوم التجاري والاقتصادي
السلعنة بالمفهوم التجاري لها معنيين منفصلين. المعنى الأول هو وضع قيمة اقتصادية لمكون ما لم يكن يُعتبر اقتصاديا. اما المعنى الثاني، وهو الشائع، فيستعمل لوصف حالات تِحوُلات السوق التجاري عندما تتحول سلعة ما من سلعة فريدة للسوق إلى سلعة غير متميزة وعامة للسوق. آي عندما تتحول السلعة من سلعه محتكرة من قبل جهة واحدة إلى سلعة عامة خاضعة للتنافس مما يخفض من سعرها ويحعلها بمتناول الجميع.

## مقالات ذات صلة
- اقتصاد التجربة